# Василівська районна рада
Василівська районна рада — районна рада Василівського району Запорізької області, з адміністративним центром в м. Василівка.
Василівській районній раді підпорядковані 2 міські ради 1 селищна рада і 11 сільських рад, до складу яких входять 2 міста, 1 селище міського типу, 35 сіл. Водойми на території районної ради: Каховське водосховище та річка Карачокрак.  
Населення становить 65,9 тис. осіб. З них 38,2 тис. (58%) — міське населення, 27,7 тис. (42%) — сільське.

## Керівний склад ради
Загальний склад ради: 28 депутатів. Партійний склад ради: Партія регіонів — 22, КПУ — 3, Всеукраїнське об’єднання «Батьківщина» — 2, Соціалістична партія України — 1.
- Голова — Джуган Сергій Васильович
- Заступник голови — Кравець Анатолій Семенович